# Rio Descoberto
O rio Descoberto é um curso de água que faz a divisa do estado de Goiás  pelo lado oeste com o Distrito Federal, no Brasil. Nasce dos córregos do Barracão e Capão da Onça, na região administrativa de Brazlândia.
O rio é represado formando o lago Descoberto, que é responsável por aproximadamente 60% da água utilizada para abastecimento do Distrito Federal.

## Bacia
Região: Centro-Oeste
Unidade federativa: Distrito Federal e Goiás
Região administrativa/Município: Brazlândia, Padre Bernardo, Ceilândia, Águas Lindas de Goiás, Santo Antônio do Descoberto, Samambaia, Recanto das Emas e Gama
Bacia: Bacia Platina - Bacia do Paraná - Bacia do Rio Descoberto
Bioma: Cerrado
Área: 35.588ha
Criação: Decreto 88.940 (07/11/1998)